# Bonifaciu de Montferrat
Bonifaciu de Montferrat (n. 1150, Piemont, Italia – d. 4 septembrie 1207, Mosynopolis⁠(d), Macedonia și Tracia⁠(d), Grecia) a fost suveran al Regatului Salonicului și conducător al Cruciadei a patra, care fusese inițiată cu scopul eliberării Ierusalimului și s-a sfârșit cu jefuirea Constantinopolului.